# Norma społeczna
Norma społeczna – pojęcie wieloznaczne, używane najczęściej w jednym z trzech znaczeń:
1. jako względnie trwały, przyjęty w danej grupie społecznej sposób zachowania jednostki społecznej;
2. jako wskazówka właściwego zachowania w danej sytuacji. Normy jakim podlega dana osoba są określane  przez jej pozycję społeczną i odgrywaną przez nią rolę społeczną;
3. jako wzorzec cech pewnego zjawiska czy przedmiotu.

## Rodzaje norm społecznych
- normy formalne – zasady sformułowane w postaci pisanych regulaminów lub przepisów.
- normy nieformalne – niespisane normy, obowiązujące zwyczajowo w ramach danej grupy lub społeczeństwa.
- normy prawne – zasady zachowania się, są oparte na przepisach. W przeciwieństwie do innych norm są one ustanowione lub uznane za obowiązujące przez państwo. Ich nieprzestrzeganie jest sankcjonowane przez instytucje państwowe.
- normy religijne – w przeciwieństwie do norm prawnych, obowiązujących wszystkich członków danej zbiorowości, mają one ograniczony zasięg i dotyczą tylko osób danego wyznania. Często normy te, określające stosunki między ludźmi, traktowane są jako normy moralne.
- normy moralne (etyczne) – mają one charakter absolutny, co oznacza bezwzględny nakaz lub zakaz określonego zachowania. Nie dotyczą tylko postępowania jednostki, ale mogą dotyczyć całych grup społecznych.
- normy obyczajowe – nawyki zachowania się, rytuały czy sposoby ubierania się uznane w danej zbiorowości. Normy obyczajowe to reguły postępowania ludzi, które kształtowały się w ich świadomości pod wpływem nawyku, w wyniku wielokrotnego powtarzania w określonych okolicznościach tych samych zachowań (np. całowanie kobiety w rękę). Normy obyczajowe nie oceniają zachowań ani ich nie wartościują. Określają raczej co wypada lub czego nie wypada robić. Obyczaje kształtują się we wszystkich sferach życia. Najczęściej mają zasięg lokalny.
- normy zwyczajowe – nawyki, rodzaje zachowania charakterystyczne albo dla całego społeczeństwa, albo dla jakichś grup społecznych.